# الهادي المجدوب
الهادي المجدوب ولد في 1 ديسمبر 1969 في نابل، هو سياسي تونسي.

عين في 2015 ككاتب دولة لدى وزير الداخلية مكلف بالشؤون المحلية، ثم أصبح في 2016، وزيرا للداخلية في حكومة الحبيب الصيد، واحتفظ بنفس الخطة في حكومة يوسف الشاهد إلى حد سبتمبر 2017.

## السيرة الذاتية

### الدراسات
تحصل الهادي المجدوب على ماجستير في العلوم القانونية من كلية العلوم القانونية والسياسية والاجتماعية بتونس في 1993، مع شهادة اختصاص في القانون الاقتصادي والاجتماعي، ثم شهادة في الدراسات العليا لمستشاري المصالح العمومية من المدرسة الوطنية للإدارة في 1997. وهو كذلك من خريجي دورة 2012 في معهد الدفاع الوطني.

### السيرة المهنية
بدأ حياته المهنية في تونس بمصالح التفقدية العامة بوزارة الداخلية. عمل كذلك كمكلف بمهمة بمكتب وزير الداخلية ورئيس مكتب الاستشراف والتقييم والتحليل، قبل أن يصبح في في 2011 رئيس ديوان وزير الداخلية.

### الوزارة
في 2 فبراير 2015، عين في منصب كاتب دولة مكلف بالشؤون المحلية لدى وزير الداخلية في حكومة الحبيب الصيد.

بعد تحوير وزاري في الحكومة، عين في 6 يناير 2016، وزيرا للداخلية في هذه الحكومة، وتسلم منصبه في 12 يناير بعد يوم من منحه الثقة من البرلمان. ثم احتفظ بنفس الخطة في حكومة يوسف الشاهد الى غاية سبتمبر 2017.
بداية من جوان 2019، شغل خطة مستشار الأمين العام لمجلس وزراء الداخلية العرب الى غاية 2022.
يشغل حاليا خطة مستشار لدى جامعة نايف العربية للعلوم الأمنية بالمملكة العربية السعودية.

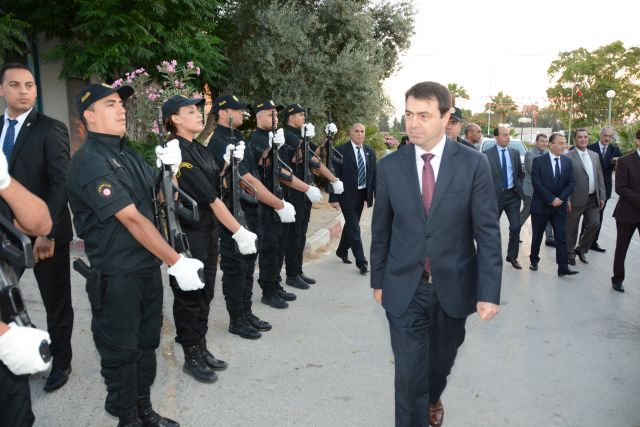
الهادي المجدوب في إقليم الأمن الوطني بتونس.
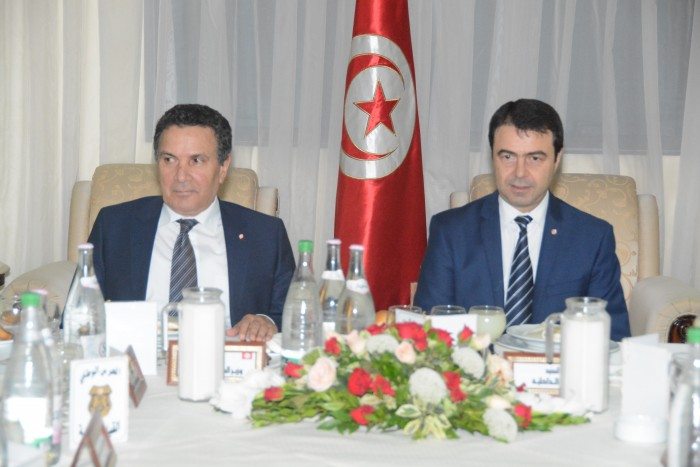
أثناء إفطار مع وزير الدفاع الوطني التونسي فرحات الحرشاني.
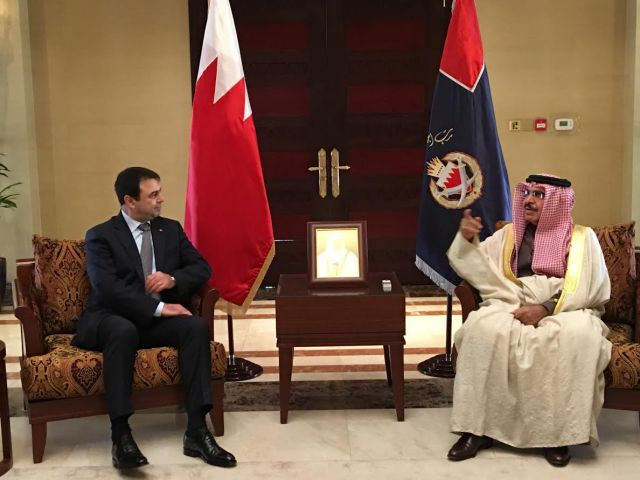
المجدوب مع نظيره البحريني راشد بن عبد الله آل خليفة.
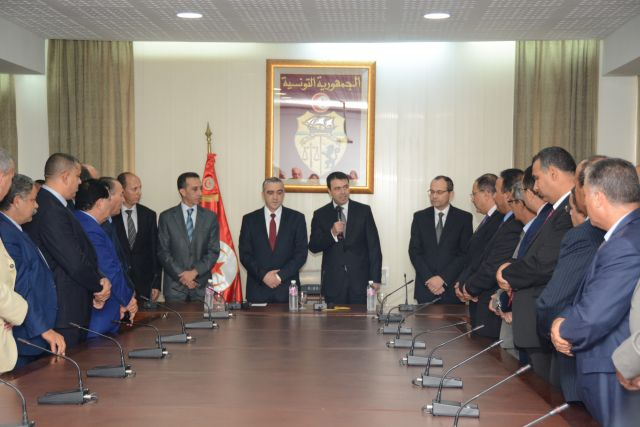
المجدوب مغادرا الوزارة، موكب تسليم السلطة مع لطفي براهم.

## مقالات ذات صلة
- وزارة الداخلية (تونس)
- حكومة الحبيب الصيد